# Voivodato de Mścisław
El voivodato de Mścisław (en bielorruso: Мсціслаўскае ваяводства, en polaco: Województwo mścisławskie, en latín: Palatinatus Mscislaviensis) fue una región administrativa perteneciente al Gran Ducado de Lituania (desde 1569 parte de la República de las Dos Naciones) hasta 1795 cuando se produjeron las particiones de Polonia. 

## Historia
De acuerdo con el historiador y geógrafo: Zygmunt Gloger en su libro: Geografía histórica de la Antigua Polonia, el voivodato es descrito de la siguiente manera:
Mścisław (o Mscislavia) está situado a orillas del río Vijra y fue fundado en el siglo XIII. La región recibió el nombre del [entonces] Duque de Smolensk: Mstislav Románovich. En el siglo XIV fue anexionada por el Gran Ducado de Lituania pasando a ser un feudo. En 1538 el territorio fue dirigido por un stárosta bajo el reinado de Segismundo II como vaivoda al tiempo que el ducado empezaba a dividirse en regiones.
El voivodato no fue dividido en comarcas. Por su parte tuvo dos diputados de los sejmiks electos para el tribunal de Lituania, disuelto en 1772 tras la primera partición de Polonia cuando fue anexionada por el Imperio ruso.